# Хорнак, Ян
Ян Хорнак (настоящие имя и фамилия — Джон Фрэнсис Хорнак) (англ. Ian Hornak; 9 января 1944, Филадельфия , Пенсильвания , США — 9 декабря 2002, Саутгемптон, штат Нью-Йорк, США) — американский художник, живописец, рисовальщик и гравёр. Один из основателей движений гиперреализма и фотореализма.

## Биография
Родился в семье словацкого происхождения. Получил образование в Мичиганском и Уэйнском университетах. Получил степень бакалавра и магистра изобразительных искусств. С 1966 по 1968 год преподавал в студии Государственного колледжа Генри Форда и в Уэйнском университете.
В разгар движения Поп-арта создал ряд гиперреалистических и фотореалистических произведений искусства.
По рекомендации Роберта Индианы в 1968—1969 годах принимал участие в первых групповых выставках Нью-Йорка. В 1971 году провёл первую персональную выставку в Нью-Йорке.
Часто ссылался на влияние на него представителей Школы реки Гудзон, особенно, Мартина Джонсона Хеда и Фредерика Эдвина Чёрча.
Вначале писал пейзажи. С 1986 года до своей смерти в 2002 году Хорнак создал ряд флористических картин и натюрмортов в голландском и фламандском стиле.
Став знаменитым, приобрёл дом и студию в Ист-Хамптоне (штат Нью-Йорк). Оказывал помощь художникам, деятелям искусства, среди которых Виллем де Кунинг, Роберт Индиана, Роберт Мазервелл, Энди Уорхол, Клас Олденбург,

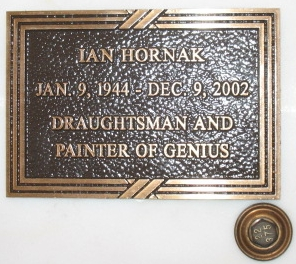
Мемориальная таблица на кладбище Форест-Лаун

В ноябре 2002 года перенёс аневризму аорты и в результате осложнений после операции умер 9 декабря 2002 года.
Похоронен на «святой террасе» Большого мавзолея кладбища Форест-Лаун в пригороде Лос-Анджелеса.